# (149349) 2002 VA131
(149349) 2002 VA131, também escrito como (149349) 2002 VA131, é um objeto transnetuniano que está localizado no cinturão de Kuiper, uma região do Sistema Solar. Este corpo celeste está em uma ressonância orbital de 3:5 com o planeta Netuno. Ele possui uma magnitude absoluta de 6,8 e tem um diâmetro estimado com cerca de 192 km.

## Descoberta
(149349) 2002 VA131 foi descoberto no dia 9 de novembro de 2002 por Marc W. Buie.

## Órbita
A órbita de (149349) 2002 VA131 tem uma excentricidade de 0,240 e possui um semieixo maior de 42,171 UA. O seu periélio leva o mesmo a uma distância de 52,313 UA em relação ao Sol e seu afélio a 52,836 UA.